# Ludmila Balan
Ludmila Balan, scris și Bălan (n. 29 martie 1959, Sărătenii Vechi, raionul Telenești, RSS Moldovenească, URSS) este o prezentatoare de televiziune din Republica Moldova, Maestru în Artă. Ea este mama cântărețului Dan Balan și soția diplomatului Mihai Balan.
A devenit cunoscută prin anii '90, cu emisiunile pentru copii „Noapte bună, copii!”, „Căsuța cu povești”, „De la 5 la 10” și „Tanti Ludmila Show” de la postul național de televiziune din Moldova.

## Biografie
Ludmila Balan s-a născut pe 28 martie 1958, în satul Sărătenii Vechi, Orhei. Tatăl ei, Boris Vasiliev (7 august 1932–25 octombrie 2015), a fost profesor, iar în copilărie a fost deportat cu familia sa în Siberia; a supraviețuit gulagului comunist, fiind de două ori arestat, la 13 iunie 1941, și a evadat la 17 noiembrie 1946, iar a doua oară – la 06 iulie 1949 și a evadat în ziua următoare). Acest fapt l-a făcut să publice în 2010 cartea „Stalin mi-a furat copilăria”. În anul 2012 el a fost decorat cu Ordinul Republicii.
Ludmila Balan a absolvit Facultatea de Jurnalism a Universității de Stat din Moldova. Ludmila Balan a debutat în televiziune la doar 19 ani și timp de zece ani a fost crainică la postul național de televiziune – Moldova 1. Apoi a devenit realizatoarea bine-cunoscutei și îndrăgitei emisiuni pentru copii, „Tanti Ludmila”. Atunci când soțul ei, Mihai Balan, a devenit ambasador al Moldovei în Israel, Ludmila alături de întreaga familie se mută la Tel-Aviv. În 2002, familia Balan revine în țară și Ludmila readuce proiectul „Tanti Ludmila Show”. În ultima sa variantă show-ul a apărut la televiziunea națională în anul 2003, și, deși a fost un succes, acesta a fost închis în scurt timp din cauza necesității de resurse organizatorice și financiare mari. Apoi, Ludmila Balan a realizat o serie de emisiuni despre basarabenii de succes pentru postul TV „Romantica”, din București. În cadrul emisiunii ea a prezentat publicului din România vedetele din Republica Moldova și poveștile de succes ale unor personalități ca Grigore Vieru, Nicolae Botgros, Ion Suruceanu, Natalia Barbu, Petru Vutcărău, Anastasia Lazariuc, ș.a.
Ludmila Balan a fost apreciată de-a lungul timpului și pentru aspectul său fizic, remarcându-se și prin vestimentația sexy și stilată. În 2008, la vârsta de 50 de ani, Ludmila Balan o pozat în costum de baie pentru revista VIP Magazin.
În 2013 „Tanti Ludmila” s-a lansat și în muzică, cu prima piesă înregistrată, intitulată „Pentru o sărutare”. Totuși, aceasta nu a fost prima sa apariție vocală - ea a mai cântat vocal și în piesa „Sărbătorile de iarnă” de pe primul album al trupei O-Zone, din care a făcut parte fiul ei, Dan Balan. În februarie 2014 ea a lansat o piesă, intitulată “În ochii negri”, care este un cântec popular țigănesc, textul tradus și adaptat din rusă de Radmila Popovici-Paraschiv, iar muzica semnată de Veaceslav Daniliuc. La aniversarea sa din 2015, în cadrul emisiunii „Deșteptarea de week-end” de la Jurnal TV, Ludmila Balan și-a prezentat noua sa piesă „Dor de noi”.
Ludmila Balan este căsătorită cu diplomatul Mihai Balan și împreună au doi copii: cântărețul Dan Balan și prezentatoarea TV Sanda Balan.
În anul 1999, președintele Republicii Moldova Petru Lucinschi i-a conferit titlul onorific de „Maestru în Artă”.